# 峠のわが家 (矢野顕子のアルバム)
『峠のわが家』（とうげのわがや）は、矢野顕子のアルバム。1986年2月21日発売。発売元はミディ。2013年12月25日、同じミディより、アウトテイク集を加えた2枚組のリマスタリング盤が発売された。

## 概要
矢野が自ら設立に関与したレコード会社、ミディの第1弾作品である。
坂本龍一が共同プロデュースを務めるが、高橋幸宏、大村憲司の参加する「David」「Home Sweet Home」を除いて、YMOもしくはテクノポップ色は薄れている。
なお、本作から矢野のジャズ回帰が明確となり、「ちいさい秋みつけた」のアレンジや、のちに上原ひろみとの共演でも取り上げられる「そこのアイロンに告ぐ」にも顕著である。演奏者もジャズ・フュージョン畑から、ドラマーのスティーヴ・ガッドが「一分間」「そこのアイロンに告ぐ」に参加しているほか、1990年代以降の「さとがえるコンサート」で活躍することになるベース奏者、アンソニー・ジャクソンが、アルバムに初登場している（「ちいさい秋みつけた」他）。
「David」は1990年にシングルとしても発売され、オリコンシングルチャートにも登場した。

## 収録曲

### 1986年版
1. The Girl of Integrity（作詞・作曲：矢野顕子）
  - サンプリングで用いられているネコの鳴き声は、当時の自宅に出入りしていた野良猫「モドキ」のものである。「モドキ」は坂本龍一の楽曲「M.A.Y. in the backyard」（『音楽図鑑』収録）の題材ともなっているほか、矢野のライブアルバム『グッド・イーブニング・トウキョウ』のライナーノーツにも漫画で描かれている。
  - DVD『TWILIGHT 〜the“LIVE”best of Akiko Yano〜』に、ライブ映像が収録されている。同名のCDには収録なし。
2. David（作詞・作曲：矢野顕子）
  - 本アルバム発売後に、フジテレビ系列で放映されたドラマ『やっぱり猫が好き』テーマ曲として用いられた。
  - Davidが誰のことであるかは、デヴィッド・ボウイとする説、デヴィッド・シルヴィアンとする説、ダビデ王とする説などがあるが、矢野自身は明らかにしていない。
  - シングル『花のように』のB面曲としてシングルカットされる。
  - 1990年10月21日にシングルとして発売。
  - CD・DVD『TWILIGHT 〜the“LIVE”best of Akiko Yano〜』に、ライブ録音が収録されている。
  - yanokami名義のアルバム、『yanokami』においてセルフカバーが行われている。
  - 槇原敬之がこの曲をカバーしている。『Listen To The Music』収録。
3. ちいさい秋みつけた（作詞：サトウハチロー 作曲：中田喜直）
  - 伴久美子及びボニージャックスのカバー。
  - ライブアルバム『グッド・イーブニング・トウキョウ』、CD・DVD『TWILIGHT 〜the“LIVE”best of Akiko Yano〜』に、ライブテイクが収録されている。
4. 一分間（作詞：藤富保男 作曲：矢野顕子）
  - 藤富保男の現代詩に曲をつけたもの。詩の原題は「非」である。
5. おてちょ。(Drop me a Line)（作詞：矢野顕子、ピーター・バラカン 作曲：矢野顕子）
  - タイトルは「お手紙ちょうだい」の略。
  - ライブアルバム『グッド・イーブニング・トウキョウ』に、ライブテイクが収録されている。
6. 海と少年（作詞・作曲：大貫妙子）
  - 大貫妙子の曲のカバー。原曲は『ミニヨン』収録。
7. 夏の終り（作詞・作曲：小田和正）
  - オフコースの曲のカバー。原曲は『FAIRWAY』収録。
  - このカバー・バージョンは、小田和正のカバー・アルバム『言葉にできない〜小田和正ベストカバーズ〜』にも収録。
8. そこのアイロンに告ぐ（作詞・作曲：矢野顕子）
  - のちに、上原ひろみとの共演で取り上げている。（『はじめてのやのあきこ』収録）。
9. Home Sweet Home（作詞・作曲：矢野顕子）
  - 映画『大安に仏滅!?』（1998年、和泉聖治監督）の主題歌に用いられた。

### 2013年版
1986年版のオリジナルマスターなどをリマスタリングし、SHM-CD化し、2枚組としてリリースしたもの。
DISC 1は同一楽曲を収録しているが、DISC 2に未発表ミックスを7曲追加した。
DISC 1
1. The Girl of Integrity
2. David
3. ちいさい秋みつけた
4. 一分間
5. おてちょ。(Drop me a Line)
6. 海と少年
7. 夏の終り
8. そこのアイロンに告ぐ
9. Home Sweet Home

DISC 2
1. The Girl of Integrity (Rare_01)
2. おてちょ。(Drop me a Line) (Rare_07)
3. ちいさい秋みつけた (RareNY_05)
4. 一分間 (RareNY_07)
5. そこのアイロンに告ぐ (OutTake_07)
6. 海と少年 (OutTake_10)
7. David (OutTake_11)